# Бодінешть
Бодінешть, Бодінешті (рум. Bodinești) — село у повіті Бузеу в Румунії. Входить до складу комуни Вінтіле-Воде.
Село розташоване на відстані 124 км на північний схід від Бухареста, 36 км на північ від Бузеу, 101 км на захід від Галаца, 89 км на схід від Брашова.

## Населення
За даними перепису населення 2002 року у селі проживали 92 особи, усі — румуни. Усі жителі села рідною мовою назвали румунську.